# 费马陨石坑
费马陨石坑(Fermat)是位于月球正面南半球一座古老的大撞击坑，约形成于酒海纪，其名称取自法国十七世纪著名数学家皮埃尔·德·费马(1601年-1665年)，1935年被国际天文学联合会批准接受。

## 描述

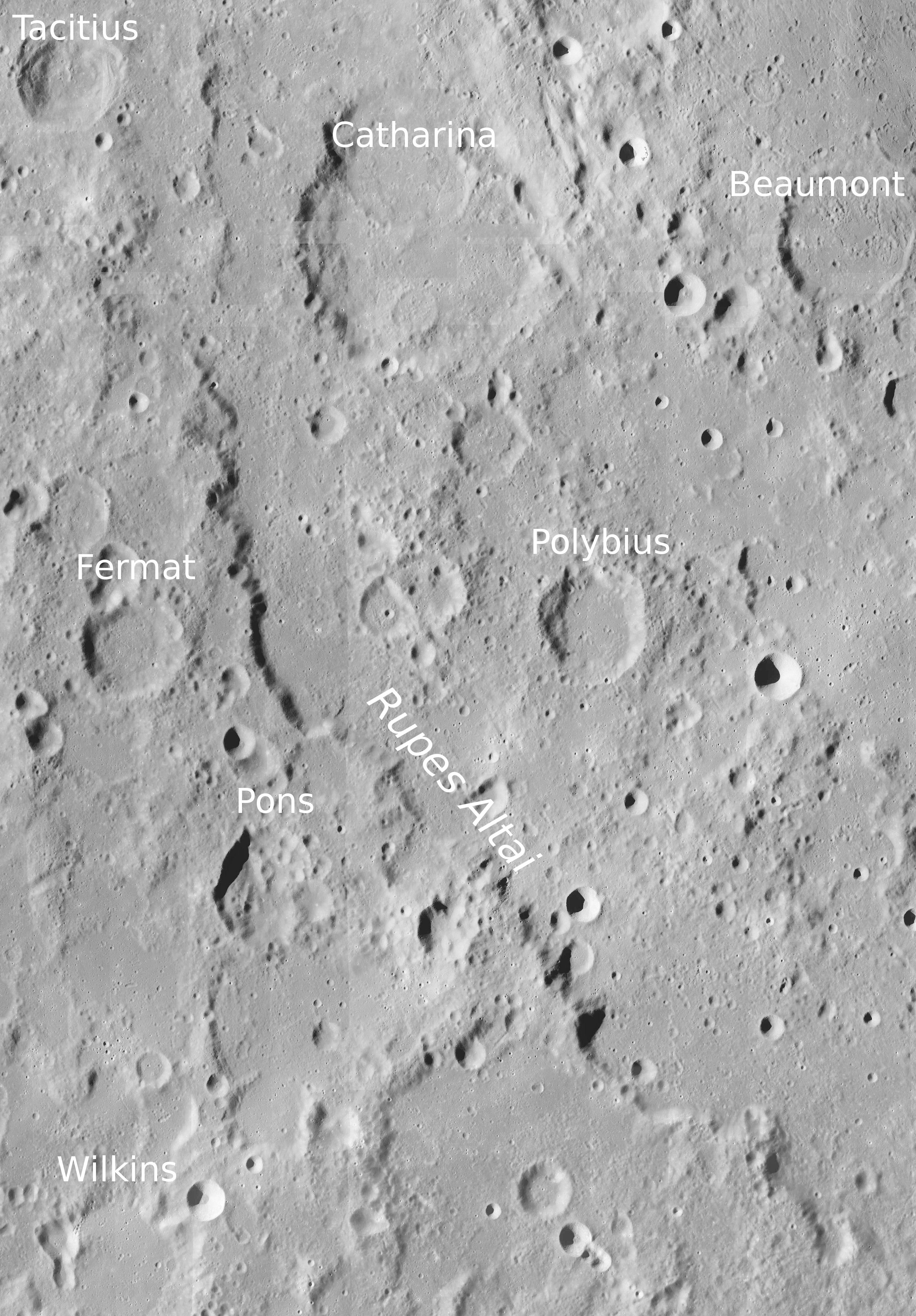
费马陨石坑周边图，月球勘测轨道飞行器拍摄。

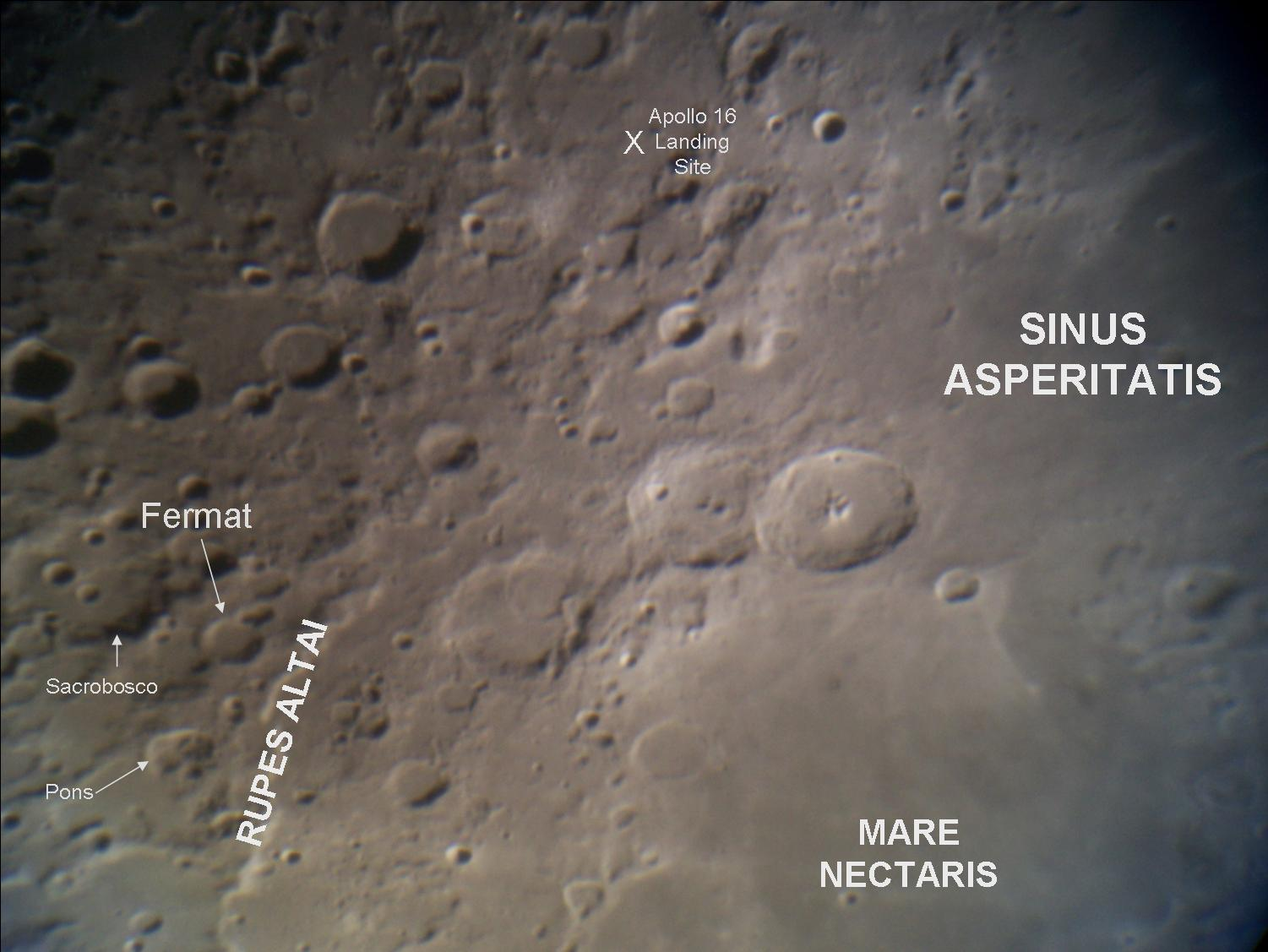
费马陨石坑位置图

该陨坑西南偏西毗邻萨克罗博斯科环形山、东北靠近凯瑟琳环形山，波利比乌斯陨石坑位于它的东侧、东南偏南则是庞斯陨石坑。费马陨石坑东面横亘着阿尔泰断崖。
该陨坑中心月面坐标为22°43′S 19°47′E / 22.71°S 19.79°E，直径37.77公里，深度约2.155公里。

费马陨石坑外观呈圆形状，坑壁已受被磨损且略显参差。北侧壁稍微内缩，上面覆盖了一座包括卫星坑"费马 A"在内的双坑结构。陨坑内侧壁坡面平整，其中东侧内壁上显示坐落了许多小撞击坑。坑壁平均高出周边地形1010米，内部容积约有1046.61公里³。碗状的坑底相对平坦，地表上没有其它典型的地貌特征。

## 卫星陨石坑
按惯例，最靠近费马陨石坑的卫星坑将在月图上以字母标注在它的中心点旁边。

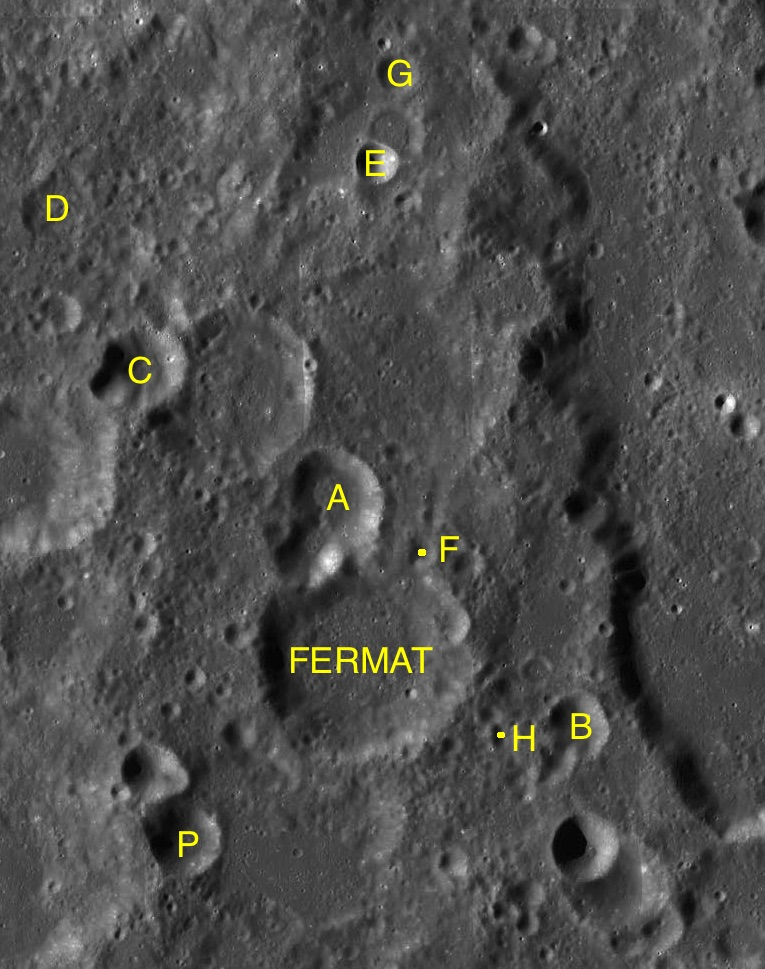
LAC-96 区域图

| 费马 | 月面坐标                          | 直径       |
| ---- | --------------------------------- | ---------- |
| A    | 21°50′S 19°36′E / 21.83°S 19.60°E | 17.49 公里 |
| B    | 23°05′S 21°05′E / 23.08°S 21.09°E | 10.62 公里 |
| C    | 21°06′S 18°28′E / 21.10°S 18.47°E | 14.68 公里 |
| D    | 20°13′S 17°59′E / 20.22°S 17.98°E | 12.40 公里 |
| E    | 19°57′S 19°52′E / 19.95°S 19.87°E | 6.88 公里  |
| F    | 22°08′S 20°08′E / 22.14°S 20.14°E | 4.61 公里  |
| G    | 19°26′S 19°59′E / 19.44°S 19.99°E | 7.01 公里  |
| H    | 23°09′S 20°40′E / 23.15°S 20.66°E | 5.04 公里  |
| P    | 23°41′S 19°26′E / 23.68°S 19.44°E | 34.14 公里 |